# Parque deportivo de La Felguera
El parque deportivo de La Felguera, originalmente conocido como parque sindical de La Felguera, fue un complejo deportivo ubicado en el municipio asturiano de Langreo (España). 
Tras quince años de abandono, fue finalmente demolido en 2025, a pesar de las protestas de numerosas asociaciones y vecinos. Unas semanas antes había entrado en la Lista roja de patrimonio en peligro de Hispania Nostra.

## Historia
Fue proyectado en 1963 por el arquitecto Enrique Álvarez-Sala Morís para la Obra Sindical de Hogar y Arquitectura. En 1970 fue visitado por los príncipes Juan Carlos y Sofía.
La ejecución del proyecto llevó a cabo la construcción de un edificio de notable interés arquitectónico de tres plantas en estilo moderno con varias terrazas y miradores. El espacio elegido fue un vallejo en un lugar conocido como La Granda. Este edificio multiusos albergó oficinas, cafetería, gimnasio, vestuarios, salas auxiliares y graderío. Originalmente había una piscina de grandes proporciones con trampolín y otra infantil con tobogán. Con el paso del tiempo la piscina grande se dividió en dos: una al aire libre (de más de 500 metros cuadrados) y otra climatizada además de la infantil. Asimismo se construyeron una pista polideportiva y dos pistas de tenis en 1985 en lo alto del parque. Entre estas instalaciones y el edificio se extiende un gran área verde reservada a bañistas. Este espacio recibía miles de visitantes en los meses de verano, mientras que la instalación climatizada y pistas concentraba su actividad todo el año.
En 2017 fue uno de los escenarios donde se grabó la serie La zona.

## Polémica y abandono
En 2010 la Consejería de Deporte del Principado de Asturias, propietaria del complejo, decidió ceder de manera precipitada el centro al Ayuntamiento de Langreo, que no quiso asumir su gestión. Por tanto el centro quedó en un limbo y desde entonces permanece abandonado, habiendo sido saqueado e incendiado en este tiempo. 
La piscina climatizada ya había sido clausurada en 2006, y en 2009 el Ayuntamiento de Langreo anunció su recuperación con Fondos Mineros del Instituto para la Reestructuración de la Minería del Carbón y Desarrollo Alternativo de las Comarcas Mineras para reabrirla y convertirla además en un centro de terapia acuática, pero finalmente se olvidó el proyecto ante el cierre total de las instalaciones. 
En 2013 nace la "Plataforma pro-piscinas de Langreo", y se reabre la piscina pública de otro centro deportivo de Langreo, Riaño. La plataforma desapareció con el cambio de signo político en el ayuntamiento y la reivindicación fue retomada por la asociación vecinal del barrio donde se encuentra el parque. A pesar de los intentos de asociaciones como el Colegio de Arquitectos de Asturias, Hispania Nostra, medios de comunicación locales, asociaciones de vecinos, etc., el complejo fue finalmente demolido en marzo de 2025. 